# Marineblå
Marineblå er en meget mørk variant af farven blå. Farven forbindes med søfart og er normal på både civile og militære flåders uniformer verden over.
| Artikelstump | Spire Denne artikel om en farve er en spire som bør udbygges. Du er velkommen til at hjælpe Wikipedia ved at udvide den. |